# Colargo

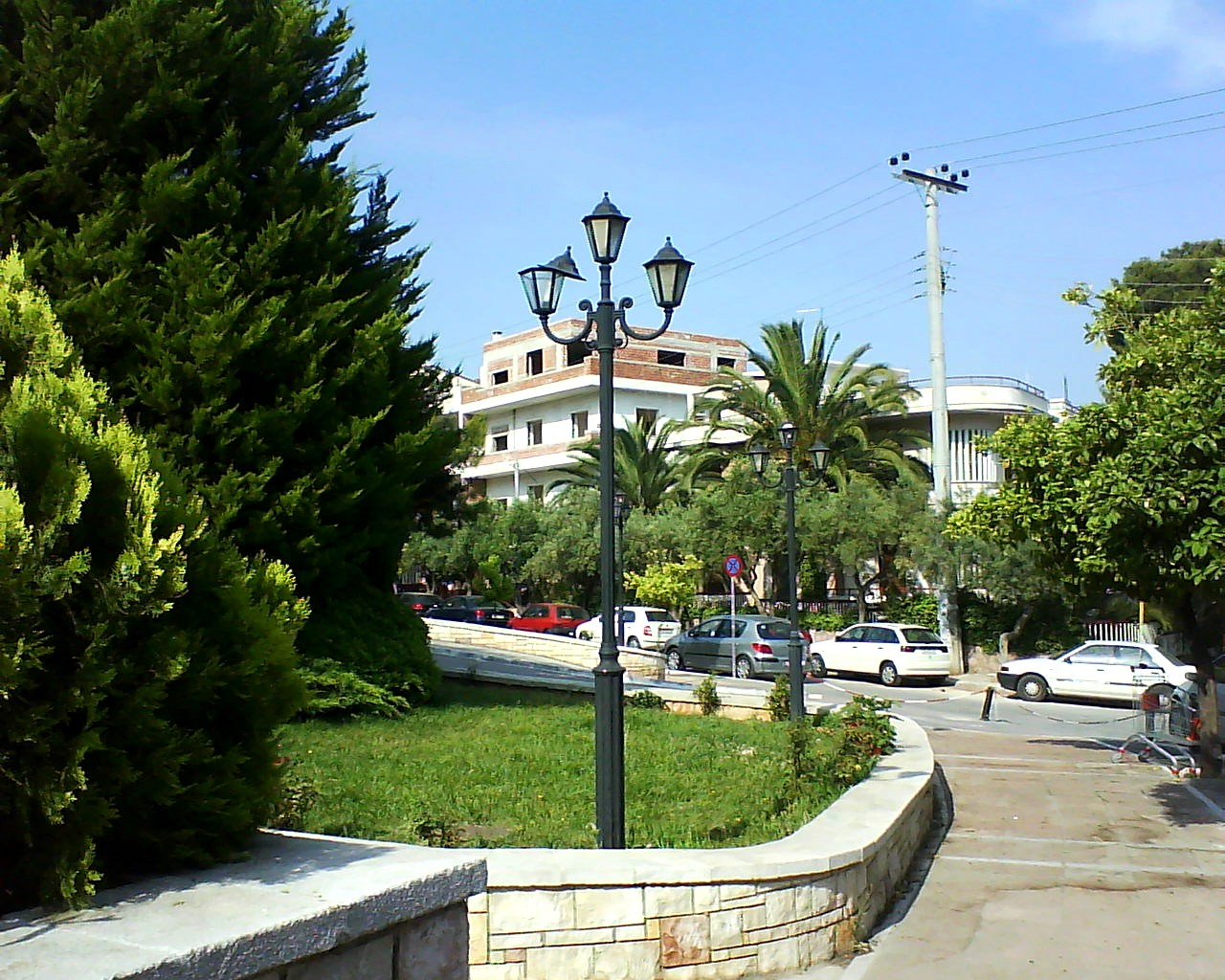
Bairro urbano.

Colargo (em grego:  Χολαργός; em latim Cholargus ou Holargus) é um subúrbio de Atenas, na Grécia, localizado a nordeste do centro da cidade, e a cerca de seis quilômetros da praça Sintagma. É acessado pela Avenida Messogion, a oeste, e pela Attiki Odós, ao norte da prefeitura municipal.
O nome do subúrbio vem da Antiga Atenas, do demo de Colargo, que pertencia à tribo de Acamântida (em grego:  Ακαμαντίδα φυλή), e se localizada nas proximidades de Camatero (também Peristeri ou Sepolia, de acordo com outras teorias). O mais célebre entre os "Χολαργεύς" (cidadãos de Colargo) foi Péricles.

## Crescimento populacional
| Ano  | População |
| ---- | --------- |
| 1981 | 31.703    |
| 1991 | 33.691    |
| 2001 | 32.166    |

Recebeu status de "comunidade" em 1933 e "município" em 1963.